# 訃報 1970年4月
訃報 1970年4月（ふほう 1970ねん4がつ）では、1970年（昭和45年）4月中に物故した、又は物故が報じられた人物についてまとめる。

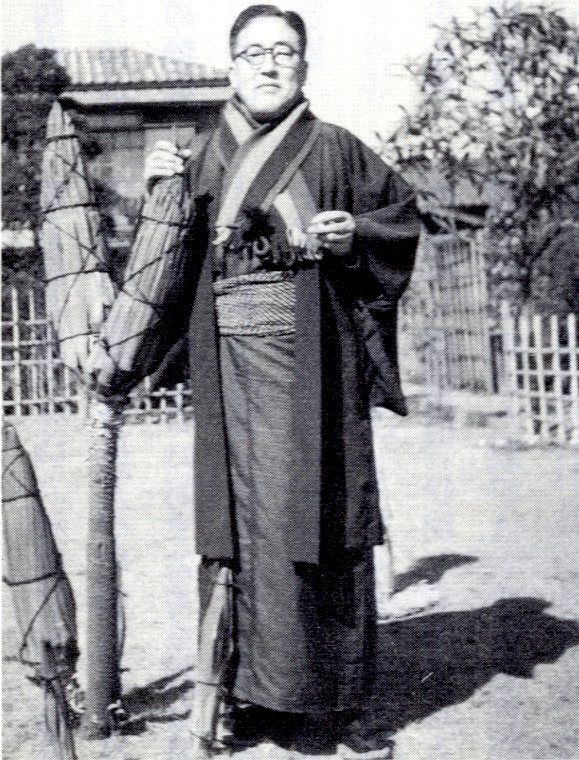
高橋掬太郎 / 4月9日没

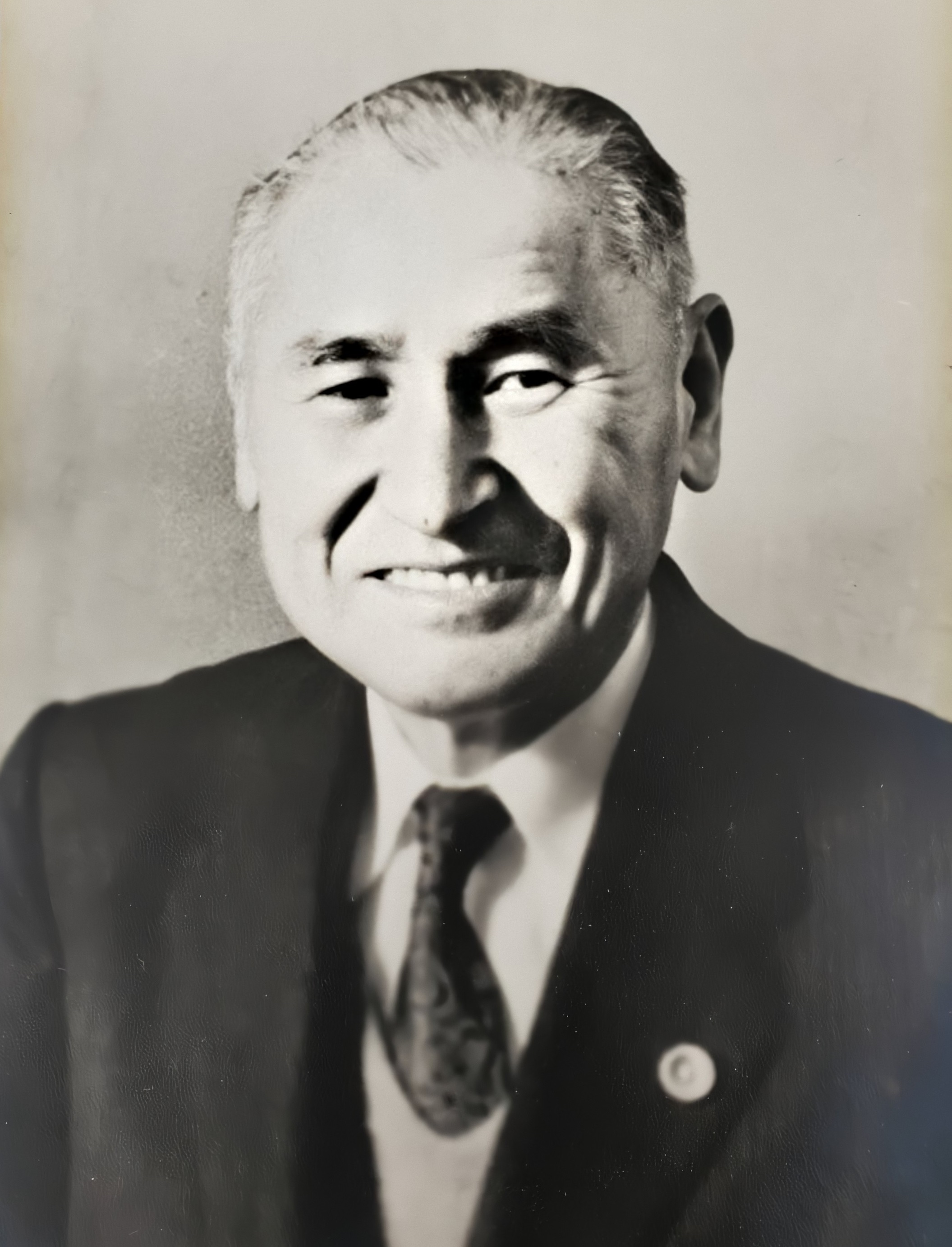
松村光磨 / 4月10日没

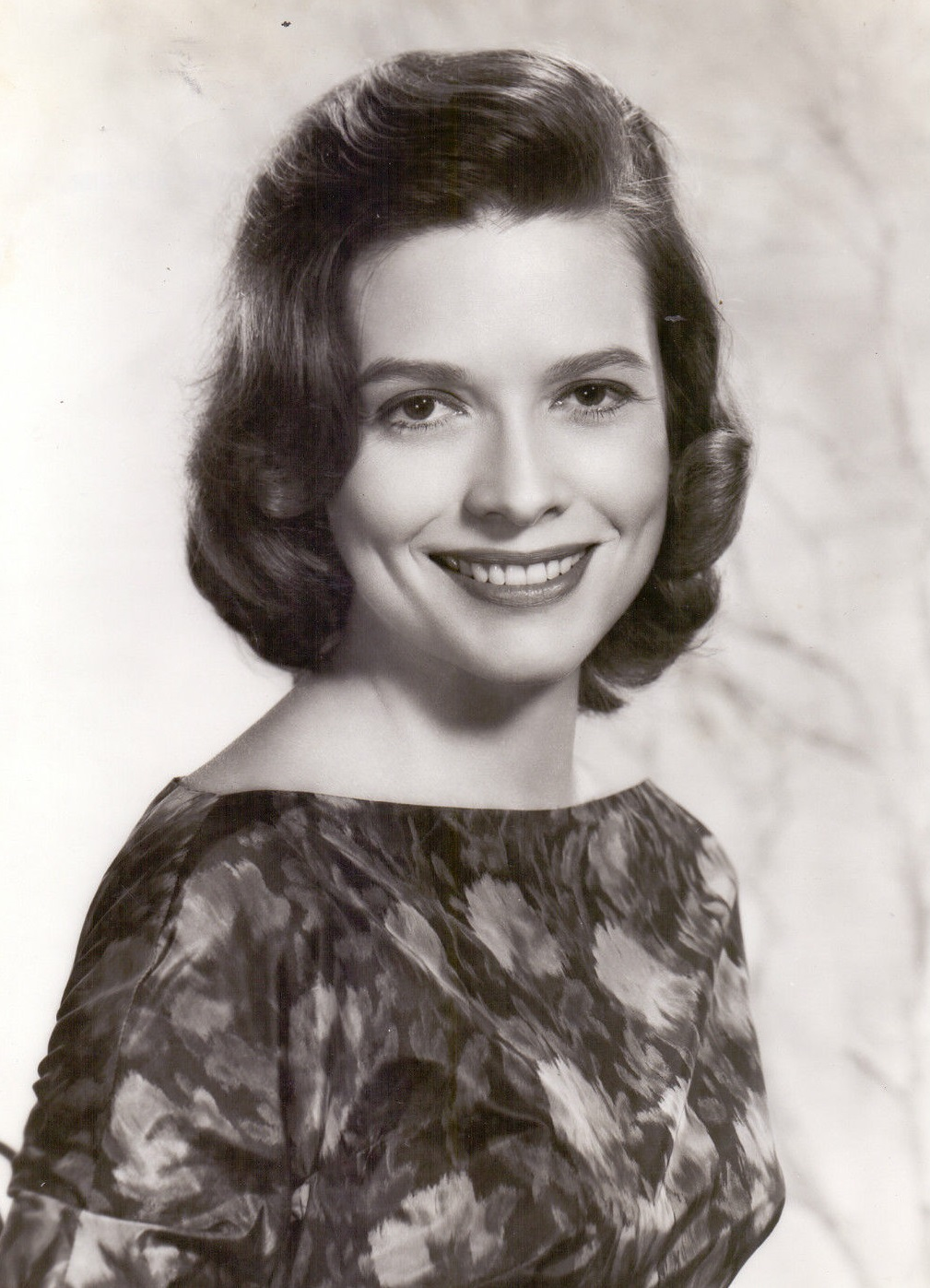
キャシー・オドネル / 4月11日没

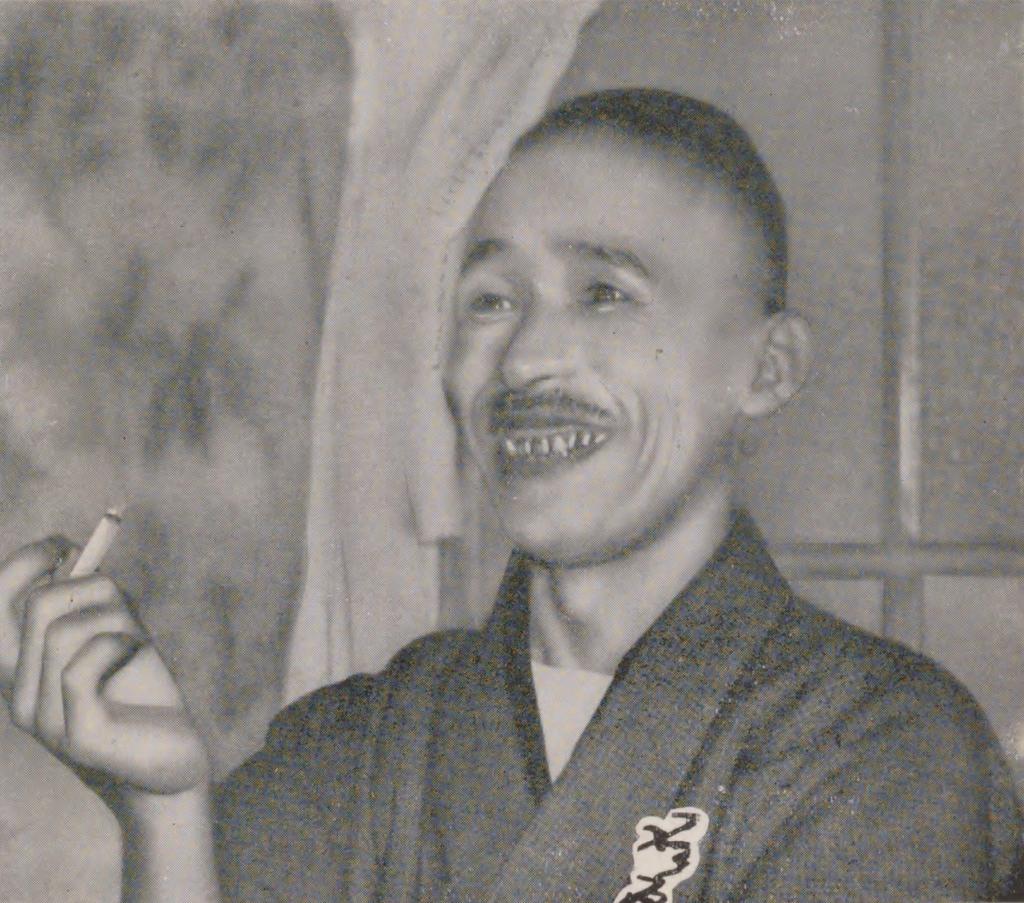
石原広一郎 / 4月16日没

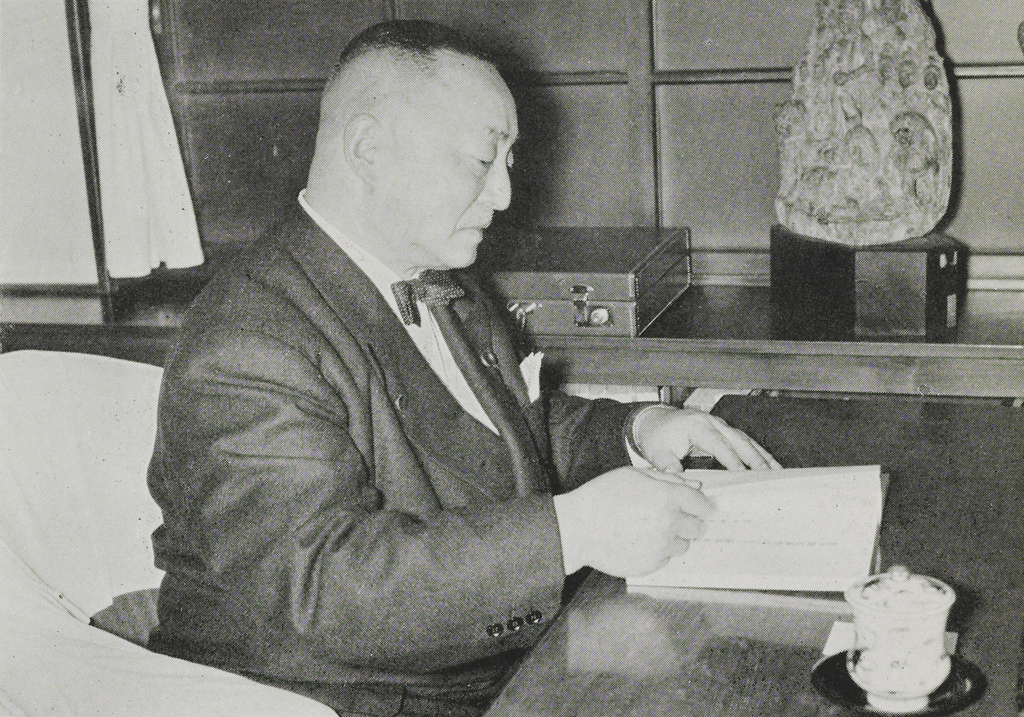
須磨弥吉郎 / 4月30日没

## （1日 - 15日）
- 4月1日 - 林家とみ、三味線奏者（* 1883年）
- 4月3日 - ニコラウス・フォン・オルデンブルク、オルデンブルク大公国最後の大公世子（* 1897年）
- 4月5日 - 植垣弥一郎、実業家・明治乳業社長・同会長（* 1885年）
- 4月5日 - アルフレッド・ヘンリー・スターティヴァント、遺伝学者（* 1891年）
- 4月5日 - リチャード・バーグマン、卓球選手（* 1919年）
- 4月6日 - 有馬英二、医学者・政治家（* 1883年）
- 4月6日 - 唐生智、軍人・政治家（* 1889年）
- 4月6日 - 信太儀右衛門、政治家・衆議院議員（* 1892年）
- 4月6日 - モーリス・ストークス、バスケットボール選手（* 1933年）
- 4月8日 - ユリウス・ポコルニー、言語学者・文献学者（* 1887年）
- 4月9日 - 高橋掬太郎、作詞家（* 1901年）
- 4月10日 - 松村光磨、内務官僚・弁護士（* 1894年）
- 4月10日 - 大和錦幸男、大相撲力士（* 1905年）
- 4月10日 - 立花美年子、旧皇族（* 1911年）
- 4月11日 - 中塚栄次郎、実業家・政治家（* 1874年）
- 4月11日 - キャシー・オドネル、女優（* 1923年）
- 4月13日 - メリマン・スミス、通信社記者（* 1913年）
- 4月14日 - 高間松吉、実業家・政治家（* 1898年）

## （16日 - 30日）
- 4月16日 - 石原広一郎、実業家・石原産業創業者（* 1890年）
- 4月16日 - リチャード・ノイトラ、建築家（* 1892年）
- 4月18日 - 牧野英一、法学者（* 1878年）
- 4月18日 - ミハウ・カレツキ、経済学者（* 1899年）
- 4月18日 - ドナルド・フィンレー、陸上競技選手（* 1909年）
- 4月19日 - 上野精一、新聞経営者・朝日新聞社社主（* 1882年）
- 4月19日 - アイモ・ラハティ、フィンランド軍の技術将校（* 1896年）
- 4月20日 - 飯倉貞造、海軍軍人（* 1886年）
- 4月20日 - パウル・ツェラーン、詩人（* 1920年）
- 4月21日 - リロイ・ブラウン、陸上競技選手（* 1902年）
- 4月22日 - 菊岡久利、作家・詩人（* 1909年）
- 4月23日 - 岩崎清行、政治家・実業家（* 1885年）
- 4月24日 - オーティス・スパン、ブルース・ピアニスト（* 1924年または1930年）
- 4月24日 - 志岐隆清、実業家（* 1913年）
- 4月25日 - アニタ・ルイーズ、女優（* 1915年）
- 4月27日 - 折居彪二郎、鳥獣標本採集家（* 1883年）
- 4月28日 - エド・ベグリー、俳優（* 1901年）
- 4月29日 - ポール・フィンスラー、数学者（* 1894年）
- 4月29日 - 及川豪鳳、画家（* 1894年）
- 4月29日 - 三村伸太郎、脚本家（* 1897年）
- 4月29日 - エド・ベグリー、俳優（* 1901年）
- 4月30日 - 須磨弥吉郎、外交官・政治家（* 1892年）